# Tatort: Tod vor Scharhörn
Tod vor Scharhörn ist ein Fernsehfilm aus der Kriminalreihe Tatort der ARD und des ORF. Der Film wurde vom Norddeutschen Rundfunk produziert und am 7. Januar 2001 in der ARD erstmals ausgestrahlt. Es handelt sich um die Tatort-Folge 461. Für die Kriminalhauptkommissare Paul Stoever (Manfred Krug) und Peter Brockmöller (Charles Brauer) war es der 41. bzw. 38. und gleichzeitig der letzte Fall.

## Handlung
Kurz vor seiner Pensionierung wird Helmut Weckwört, der für „interne Ermittlungen“ (also Korruptionsbekämpfung bei der Hamburger Verwaltung) zuständig ist, erschossen aufgefunden. Die Indizien deuten auf einen Raubmord hin, denn bei Weckwört findet sich keinerlei persönliche Habe mehr. Die Kommissare Stoever und Brockmöller finden hingegen nach und nach Hinweise, die andere Schlussfolgerungen über das Tatmotiv zulassen.
Die Kommissare überprüfen die letzten Fälle, an denen Weckwört gearbeitet hat, und untersuchen einen Vorgang zu Unregelmäßigkeiten bei der Vergabe von Druckaufträgen für Seekarten. Die Spur läuft jedoch zunächst ins Leere. Erst später stoßen die Kommissare per Zufall darauf, dass die Inhaberin ein Verhältnis mit einem Mitarbeiter des Seeamtes unterhält, was jedoch als Mordmotiv nicht ausreicht.
Stoever und Brockmöller befragen die deutlich jüngere Ehefrau Margot Weckwört. Sie geht mit dem Tod ihres Ehemanns erstaunlich gefasst um. Weckwörts unehelicher Sohn Sönke Riedel und dessen hochschwangere Frau Susanne weisen darauf hin, dass Weckwört kurz vor seinem Tod sein Testament zu ihren Gunsten und zu Ungunsten seiner Frau ändern wollte, es dazu aber nicht mehr gekommen sei. Den Verdacht gegen sie räumt Margot Weckwört jedoch selbst aus und gibt an, dass sie zu Gunsten der jungen werdenden Familie auf ihr Erbe – immerhin eine Lebensversicherung im Wert von einer halben Million Mark – freiwillig verzichtet.
Ein weiterer Verdächtiger ist Malte Lehmann, der Bruder Margots und technischer Direktor des Klinikums in Altona. Er hatte über Jahre fingierte Rechnungen einer Glaserfirma für Reparaturen an Fenstern im Kellergeschoss abgerechnet, obwohl die Räume fensterlos sind. Weckwört hatte seinem Schwager eine Selbstanzeige nahegelegt. Als Täter scheidet Lehmann jedoch aus, denn er hat ein Alibi.
Parallel zu den Ermittlungen der Kommissare spielen sich auf den Hamburger Inseln Neuwerk und Scharhörn seltsame Dinge ab. Ein schwarzer Junge hält sich dort in den Dünen versteckt. Der Wattarbeiter Helm findet den Jungen angeschossen im Wasser und nimmt ihn mit in seine Baubude.
Stoever und Brockmöller finden heraus, dass Weckwört am Tag seines Todes auf Neuwerk angerufen hat, um eine Pferdekutsche zu der Vogelinsel Scharhörn zu bestellen. Nach und nach wird den Kommissaren der Zusammenhang zwischen ihrem Kollegen und dem schwarzen Jungen auf Neuwerk klar: Weckwörts Sohn Sönke hatte auf seinem Schiff drei blinde Passagiere aus Afrika entdeckt. Zwei von ihnen waren auf Geheiß des Reeders Brusbarg von Kapitän Behrens und seiner russischen Crew bereits über Bord geworfen worden und ertrunken, der Junge hingegen konnte sich als guter Schwimmer nach Scharhörn retten. Weckwört hatte in diesem Flüchtlingsdrama auf Bitten seines Sohnes hin helfen wollen; der Reeder war jedoch hinter diesen Plan gekommen und erschoss den Polizisten.

## Produktionsnotizen
Mit dieser Folge kehrt das Duo an den Schauplatz der Folge 328 Tod auf Neuwerk zurück. Wie in vielen anderen Folgen treten die Schauspieler Manfred Krug und Charles Brauer auch in dieser Folge als Gesangsduo auf: Sie singen Bye Bye Blackbird. Als Gastschauspieler wirken Ivan Desny und der Tatort-Regisseur Jürgen Roland mit.

## Rezeption

### Einschaltquote
Die Erstausstrahlung erfolgte am 7. Januar 2001. Die ARD-Sendung erreichte mit 9,5 Millionen Zuschauern einen Marktanteil von 25,06 Prozent.